# Światowy Dzień Secesji
Światowy Dzień Secesji — to święto obchodzone corocznie w dniu 10 czerwca, poświęcone obecnemu w europejskiej sztuce przełomu XIX i XX wieku stylowi określanemu mianem secesji (W krajach anglosaskich oraz we Francji używa się również określenia Art Nouveau). Pierwszy Światowy Dzień Secesji został zorganizowany w 2013 roku przez Muzeum Sztuki Stosowanej w Budapeszcie we współpracy z Szecessziós Magazin (węgierski magazyn o Secesji). Wybór daty 10 czerwca jest nieprzypadkowy i podyktowany był przypadającym w tym właśnie dniu rocznicom śmierci dwóch wybitnych architektów Antoniego Gaudí (zm. 10.06.1926 r.) i Ödöna Lechnera (zm. 10.06.1914 r.). Organizowane w tym dniu imprezy, mają na celu zwiększenie świadomości społeczeństwa na temat dziedzictwa Secesji.
Obchody święta koordynują dwie duże europejskie organizacje: Art Nouveau European Route (Barcelona) i Réseau Art Nouveau Network (Bruksela). W 2019 roku impreza odbyła się przy wsparciu Europejskiego Sojuszu Dziedzictwa.